# Moustapha Mamba Guirassy
Pour les articles homonymes, voir Guirassy.
Moustapha Mamba Guirassy, né le 12 février 1965 à Dakar, est un homme politique sénégalais, ancien ministre, député et maire de Kédougou.  
Dans le gouvernement formé par Souleymane Ndéné Ndiaye le 1er février 2009, il est Ministre de la Communication, des Télécommunications et des TIC, également porte-parole du gouvernement.
Entre 2009 et 2014, il fut également maire de Kédougou, capitale de la région du même nom. En 2014 il cède son siège au député Mamadou Adji Cissé. Il est marié et père de famille.

## Biographie

### Études et parcours
Dans sa ville natale, il commence ses études primaires à l'École Médina à Dakar et à l'École municipale de Kédougou. De 1977 à 1984, Moustapha Mamba Guirrassy poursuit ses études secondaires au Lycée Blaise Diagne.
Graduant avec un diplôme d'ingénieur, option génie électrique en 1989 de l'Université du Québec à Chicoutimi (Canada), le Dakarois ajoute à son parcours scolaire un diplôme en administration des affaires (MBA) de l'Université Laval en 1991.

### Carrière professionnelle
Il entame sa carrière professionnelle au Canada, où il occupe divers postes de responsabilité, avant de revenir s'installer au Sénégal. Il a occupé le poste de Directeur Général de la Société de Logistique Internationale Canadienne (SOLIC) de 1986 à 1990, se spécialisant dans la commercialisation d'équipements informatiques. Il est, de plus, conseiller de projet en génie en 1988 à l'Université du Québec à Chicoutimi en plus d'y être chargé de cours en électrotechnique.
De 1989 à 1992, Moustapha Mamba Guirassy est ingénieur de chantier et adjoint surintendant de Flakt Canada sur le projet de l'Alcan latterrière (Conception et érection d'épurateurs à sec pour les salles de cuve - Canada). Depuis 2002, il est le président de l'École supérieure Franco-Sénégalaise (ETTICA). 
À son retour au Sénégal, il devient l’un des pionniers de l'enseignement supérieur privé au Sénégal, en portant sur les fonts baptismaux l’Institut Africain de Management. L’IAM rayonne aujourd’hui dans toute la sous-région ouest africaine et en Afrique centrale, avec notamment des campus à Ouagadougou, à Bamako et des cursus délocalisés à Lomé, à Cotonou et à Libreville. L’Institut emploie plus de 200 enseignants, compte un personnel administratif d’appui de plus de 75 membres permanents. Avec 3500 étudiants et un réseau de 5700 alumnis répartis à travers l’Afrique, l’IAM a fini de consolider son ancrage panafricain. L’IAM a également fini d’obtenir l’accréditation de la quasi-totalité de ses programmes auprès du CAMES.